# Daan Myngheer
Daan Myngheer (Roeselare, 13 aprile 1993 – Ajaccio, 28 marzo 2016) è stato un ciclista su strada belga.

## Carriera
Nel 2014 si classifica quinto alla Kattekoers e alla Rund um den Finanzplatz Eschborn-Frankfurt U23. L'anno dopo debutta in una formazione Continental, la Verandas Willems, ottenendo il nono posto alla Ster van Zwolle, il quarto al Grand Prix Criquielion e il settimo alla Omloop Het Nieuwsblad riservata agli Under-23. Nel 2016 si trasferisce ad un altro team Continental, il Roubaix-Métropole Europeénne de Lille.
Il 24 marzo 2016, mentre si trovava in Corsica a Porto Vecchio per disputare il Critérium International 2016, è colpito da un infarto e viene ricoverato ad Ajaccio, dove muore il 28 marzo a soli 22 anni.